# I've Got No Strings
I've Got No Strings (noto anche come "I Got No Strings") è una canzone, pubblicata nel 1940, dal film d'animazione di Walt Disney Pinocchio cantato da Dickie Jones nella parte di Pinocchio. La musica è stata scritta da Leigh Harline, i testi sono stati scritti da Ned Washington.
Nel film Pinocchio, mentre canta, balla con diversi tipi di burattini tra cui un burattino olandese (e diverse marionette olandesi), un burattino francese (e alcune  marionette  che ballano il can-can), un burattino russo e alcuni cosacchi.